# John Morley
John Morley, 1. wicehrabia Morley of Blackburn OM (ur. 24 grudnia 1838 w Blackburn, zm. 23 września 1923) – brytyjski polityk i literat, członek Partii Liberalnej, minister w rządach Williama Ewarta Gladstone’a, lorda Rosebery’ego, Henry’ego Campbella-Bannermana i Herberta Henry’ego Asquitha.
Wykształcenie odebrał w Cheltenham College, następnie na University College School oraz Lincoln College na Uniwersytecie Oksfordzkim. Uczelnię opuścił bez tytułu naukowego po kłótni z ojcem, który chciał, aby John poświęcił się karierze duchownej. Następnie Morley był redaktorem „Fortnightly Review” w latach 1867–1882 oraz „Pall Mall Gazette” w latach 1880–1883.
Karierę polityczną rozpoczął w 1883 r. jako liberalny członek Izby Gmin z okręgu Newcastle upon Tyne. W 1886 r. oraz w latach 1892–1895 był Głównym Sekretarzem Irlandii. Po wyborach 1895 r. utracił mandat parlamentarny. Do Izby Gmin powrócił już rok później, wygrywając wybory uzupełniające w okręgu Montrose Burghs. W kolejnych latach poświęcił się głównie pracy literackiej. Napisał szereg wytwornych szkiców, książki o Wolterze, Rousseau, Diderocie, Burkiem, Cromwellu itd., „Collected Works” (1923. 12 tomów).
Po powrocie liberałów do władzy w 1895 r. został ministrem ds. Indii. Za jego urzędowania pierwsi Hindusi weszli w skład Rady Indii oraz podjęto pierwsze kroki mające doprowadzić do przyznania Indiom samorządu. W 1908 r. Morley otrzymał tytuł 1. wicehrabiego Morley of Blackburn i zasiadł w Izbie Lordów. W latach 1910–1914 był Lordem Przewodniczącym Rady. W 1914 r. ustąpił ze stanowiska, będąc przeciwnikiem wojny z Niemcami.
Lord Morley zmarł w 1923 r. Od maja 1870 r. był żonaty z Rose Ayling, ale nie doczekał się potomstwa. Wraz z jego śmiercią wygasł tytuł parowski.

## Publikacje
- Edmund Burke (1867).
- Critical Miscellanies (1871. tom II 1877).
- Voltaire (1871).
- Rousseau (1873).
- The Struggle for National Education (1873).
- On Compromise (1874).
- Diderot and the Encycloaedists (1878).
- Burke (English Men of Letters series; 1879).
- The Life of Richard Cobden (1881).
- Walpole (English Statesmen series; 1889).
- Studies in Literature (1891).
- Oliver Cromwell (1900).
- Life of Gladstone (Three volumes; 1903).
- Recollections (Two volumes; 1917).